# Organisation politique et administrative des Pays-Bas autrichiens
 (septembre 2017).
L'organisation politique et administrative des Pays-Bas autrichiens par les empereurs de la maison d'Autriche s'inspire fortement de celle mise en place pendant la période espagnole. C'est l'empereur Charles Quint qui mit en place les premiers éléments en 1531.

## Les souverains
Cinq souverains de la maison d'Autriche se sont succédé entre 1713 et 1794. Les souverains suivants  gouvernent les Pays-Bas pendant la période autrichienne :
- 1713-1740 : Charles VI du Saint-Empire ;
- 1740-1780 : Marie-Thérèse d'Autriche ;
- 1780-1790 : Joseph II du Saint-Empire ;
- 1790-1792 : Léopold II du Saint-Empire ;
- 1793-1794 : François Ier d'Autriche ;

Souverains autrichiens
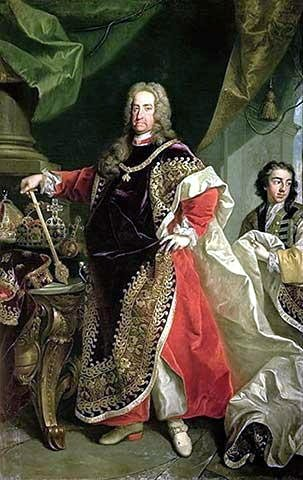
Charles VI du Saint-Empire
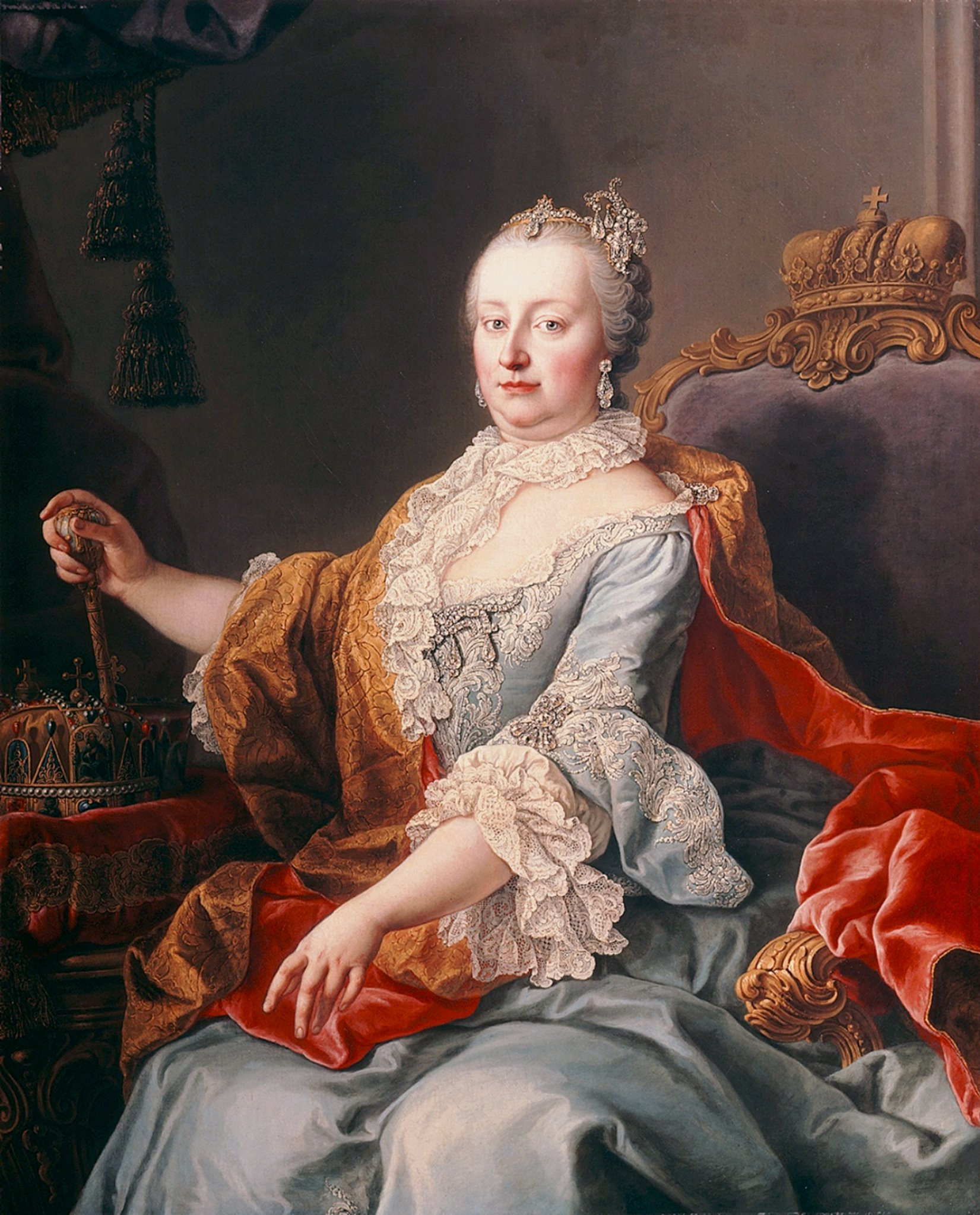
Marie-Thérèse d'Autriche
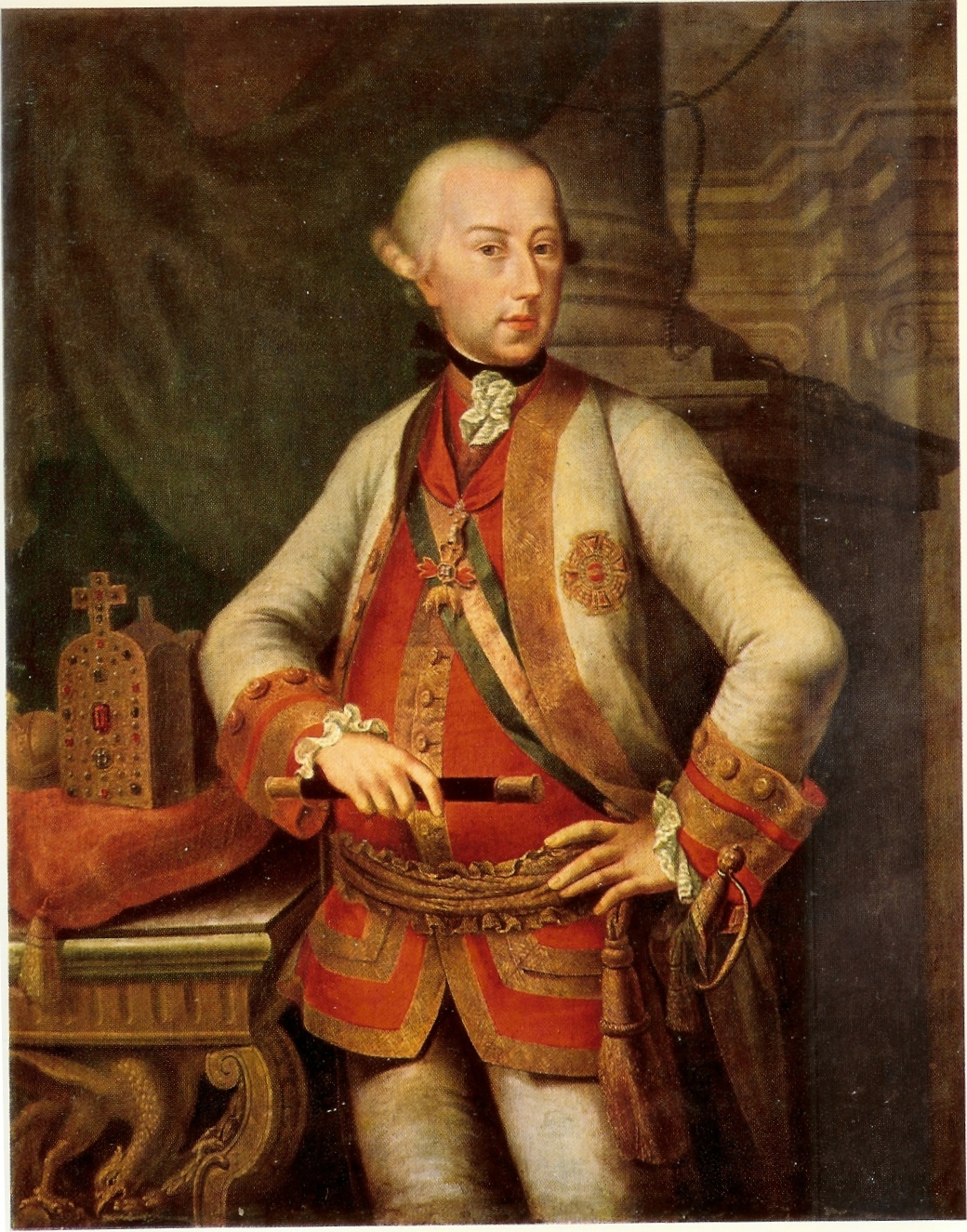
Joseph II du Saint-Empire
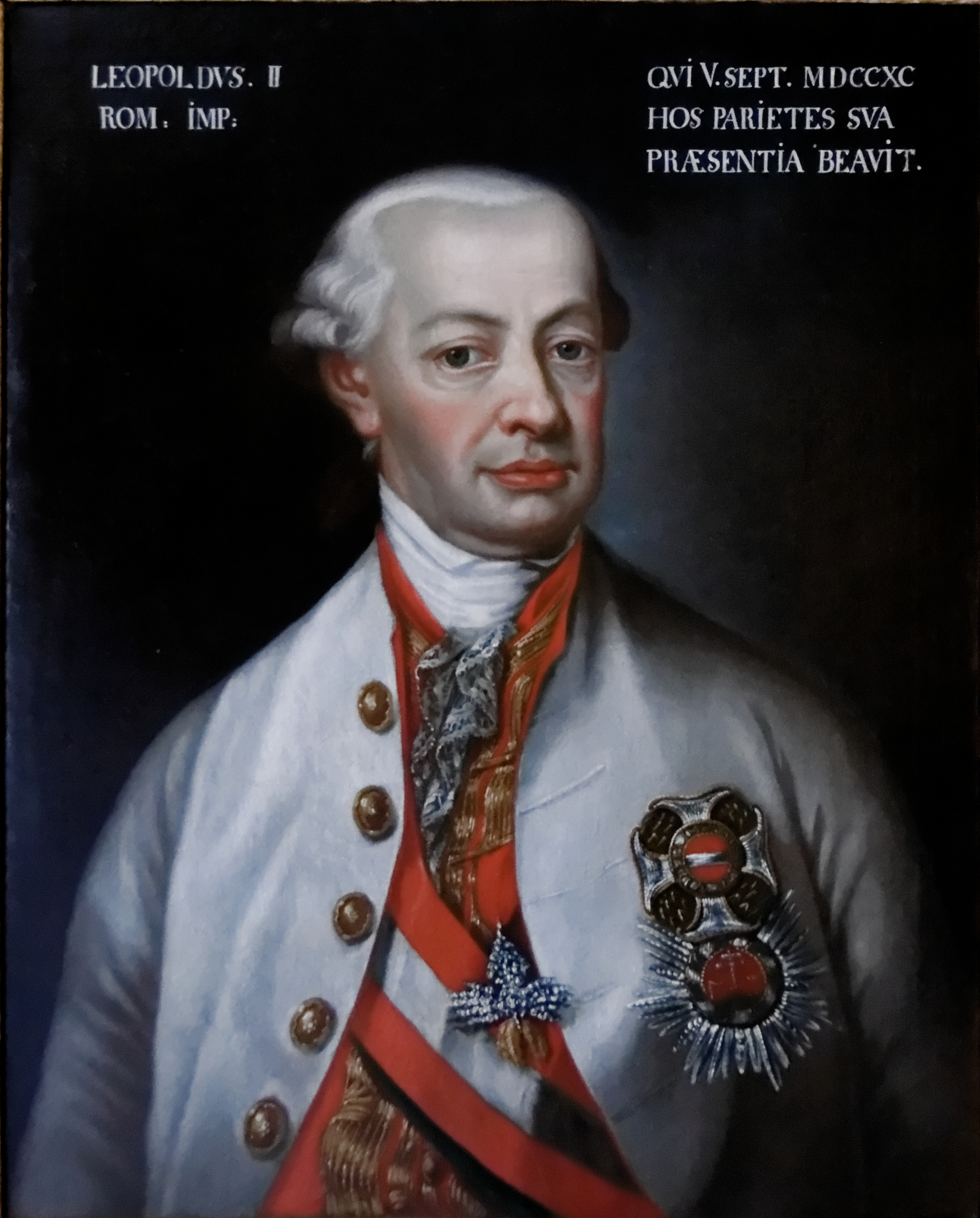
Léopold II du Saint-Empire
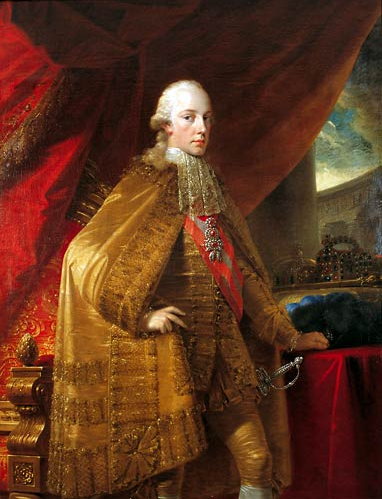
François Ier d'Autriche

Tous ces souverains portent entre autres les titres suivants :
- Empereur des Romains - à l'exception de Marie-Thérèse ;
- Archiduc d'Autriche ;
- Roi de Hongrie ;
- Roi de Bohême ;
- Duc de Milan ;
- Roi de Sicile (de 1720 à 1734) ;
- Duc de Naples (de 1720 à 1734) ;
- comte et duc des diverses provinces des Pays-Bas méridionaux.

## L'exécutif

### Le Gouverneur général
L'exécutif est délégué à un Gouverneur Général, un prince ou une princesse de sang royal nommé par l'archiduc d'Autriche. Celui-ci est chargé de la direction supérieure de toutes les affaires du pays, du soin de maintenir la religion, de faire exécuter les lois et de veiller à l'administration de la justice par les tribunaux et juges. Il supervise la justice, la police et les finances.
Deux compagnies de gardes sont à son service, la Compagnie des archers garde-noble de Sa Majesté, avec pour capitaine un seigneur des Pays-Bas et la Compagnie des hallebardiers commandée par un seigneur de rang inférieur.
Les différents gouverneurs pendant la période autrichienne sont :
- Eugène de Savoie, prince de Savoie-Carignan, général des armées impériales, de 1716 à 1724 ;
- Marie-Élisabeth d'Autriche, sœur de Charles VI et tante de Marie-Thérèse, de 1724 à 1741 ;
- Marie-Anne d'Autriche et Charles-Alexandre de Lorraine sœur et beau-frère de Marie-Thérèse, de 1741 à 1780 ;
- Marie-Christine d'Autriche et Albert de Saxe-Teschen[3],[4], sœur et beau-frère de Joseph II, de 1780 à 1794.

### Le Ministre plénipotentiaire
Un Ministre plénipotentiaire, nommé par l'Archiduc, seconde le Gouverneur à partir de 1716. Il représente l'Archiduc et remplace le Gouverneur lors de ses absences.
Les différents ministres plénipotentiaires pendant la période autrichienne sont :
- le comte de Königsegg, en 1716 ;
- le marquis de Prié, de 1716 à 1724 ;
- le comte Wirich de Daun, de 1724 à 1725 ;
- le comte Giulio de Visconti, de 1726 à 1732 ;
- le comte de Harrach-Rohrau, de 1732 à 1743 ;
- le comte de Kaunitz-Rietberg, de 1744 à 1746 ;
- le comte Charles de Batthyany, de 1748 à 1749 ;
- le marquis de Botta, de 1748 à 1753 ;
- le comte Charles de Cobenzl, de 1753 à 1770 ;
- le comte de Starhemberg, de 1770 à 1783 ;
- le comte de Barbiano et Belgiojoso[5], de 1783 à 1787 ;
- Le comte Joseph de Murray[6], en 1787 ;
- Le comte de Trauttmansdorff[7], de 1787 à 1789 ;
- Le comte Philippe de Cobenzl[8], en 1789 ;
- Le comte de Mercy-Argenteau[9], de 1790 à 1791 ;
- Le comte de Metternich-Winnembourg[10], de 1791 à 1792 et de 1793 à 1794.

### Le Secrétaire d'État à de Guerre
Le Secrétaire d'État à de Guerre est chargé de la correspondance entre le Gouverneur avec l'Archiduc, les ministres ou les cours étrangères. Il dépend directement du Gouverneur ou du ministre plénipotentiaire.
Gouverneurs militaires de Bruxelles :
- le comte de Wrangel, général d'infanterie ;
- Charles, 6e duc d’Ursel, lieutenantfeld-maréchal, chevalier de la Toison d'or.

Gouverneurs militaires de Gand :
- Joseph, comte Murray de Melgum, général-major.

## Les trois conseils collatéraux
Par lettres patentes  du 1er octobre 1531, Charles Quint met en place trois conseils collatéraux pour la gestion des affaires politiques et économiques.
Le « conseil d'état » est dirigé par le Gouverneur et composé d'un secrétaire particulier et de conseillers désignés par l'empereur, parmi lesquels se trouvent l'archevêque de Malines, des seigneurs de haute noblesse dont les chevaliers de la toison d'or, des conseillers de robe et des conseillers d'épée. Le conseil d'état initialement destiné à traiter les grandes et principales affaires, et celles qui concernent l'état, conduite et gouvernement du pays est devenu progressivement un conseil d'honneur sans activités. La gestion des affaires d'État est ainsi passée au conseil privé.
Le « conseil privé » est composé d'un président nommé, de dix conseillers et de deux secrétaires. Le conseil privé traite de la surintendance, de la direction, conduite et surveillance de la justice et de la police des Pays-Bas, mais aussi à titre consultatif la collation des dignités, des emplois en matières ecclésiastiques, politiques et civiles (article 6). Le président du conseil est tenu de faire un rapport régulier au gouverneur (article 7).
Le « conseil des finances » est initialement composé de trois seigneurs de l'ordre de la toison d'or, de deux conseillers, un receveur général, un audiencier et un greffier. Ce conseil est chargé de la direction générale des finances : son autorité s'étend sur les revenus tant ordinaires qu'extraordinaires, il règle les impôts et délivre l'argent pour les dépenses du gouvernement.
En 1702, Louis XIV remplace les trois conseils collatéraux par un conseil royal, présidé par le lieutenant-gouverneur et capitaine général et composé de quatre ministres de robe, du comte de Bergeyck, nommé surintendant général des finances et ministre de la guerre, du procureur général du roi, Jean Remacle Thisquen, auquel est confiée l’administration de la justice, et du secrétaire général don Joseph de Arze. Les chambres des comptes de Flandre et de Brabant sont réunies en une seule, composée d'un président, de quatre maîtres, de deux auditeurs et d'un greffier.
En 1706, les alliés abolissent les mesures prises par les Français. Le conseil royal est remplacé par un conseil d'état chargé du gouvernement général des Pays-Bas, composé de quinze membres de la première noblesse et d'anciens membres des conseils collatéraux. Le conseil des finances est réorganisé tandis que les chambres des comtes de Flandre et de Brabant sont séparées.
En 1716, lors de la reprise en possession des Pays-Bas par le comte de Königsegg, seul le conseil des Finances est gardé en l'état.
Le marquis de Prié nomme provisoirement deux jointes pour remplir les fonctions de Conseil d'État et Conseil Privé
En 1718, l'empereur Charles VI décide de regrouper les trois conseils collatéraux en un seul Conseil d'État, présidé par le ministre plénipotentiaire, pour traiter des affaires de justice, de police et de finances des affaires du Brabant. Cependant, au vu de l'inefficacité de ce conseil unique, l'empereur Charles VI rétablit les trois conseils collatéraux en 1725. Le conseil des finances, sous les ordres de l'archiduc ou du gouverneur, est composé depuis 1725 d'un trésorier général, de quatre conseillers (parfois plus) et de deux greffiers.
Début 1787, l'empereur Joseph II réunit à nouveau ces trois conseils en un seul, le Conseil du Gouvernement général, présidé par le Ministre plénipotentiaire.
Fin 1790, lors de la reconquête des Pays-Bas, après l'éphémère république des États-Belgique-Unis, le comte de Mercy-Argenteau ordonne la formation de différents comités, pour suppléer provisoirement le conseil d'état, le conseil privé, le conseil des finances et la chambre des comptes. Les trois conseils collatéraux sont rétablis en 1791 par l'empereur.

### Le conseil d'État
Le Conseil d'État était composé en 1700 de :
- Albert de Coxie, chef et président du conseil privé ;
- Louis-Alexandre Schockaert, comte de Tirimont, trésorier général des finances ;
- Jean de Brouchoven, comte de Bergeyck ;
- Guillaume de Grysperre, baron de Goyck, chancelier de Brabant ;
- Pierre-Gaspar Vander Gote, président de la chambre des comptes de Flandre.

### Le Conseil privé
Liste des présidents du Conseil privé :
- Albert de Coxie (en 1700) ;
- Christophe-Ernest, 1er comte de Baillet (président du Conseil privé 1725-1732) ;
- le comte de Neny, de 1758 à 1783.

Composition du conseil privé en 1700 :
- Albert de Coxie, chef et président ;
- Conrad Vander Brugghe ;
- Maximilien Voorspoel ;
- Jacques-François Caverson.

### Le conseil des finances
Composition du Conseil des finances en 1700 :
- Louis-Alexandre Schockaert, compte de Tirimont, trésorier général des finances ;
- Urbain Vander Borght ;
- François de Camora ;
- Charles Gaillard ;
- François Vander Haghen ;
- Jacques-Horace Blondel ;
- Thomas Fraula.

## Le conseil suprême des Pays-Bas
En 1717, l'empereur Charles VI met en place à Vienne un Conseil suprême des Pays-Bas sur le modèle espagnol. Ce conseil est composé de quatre ministres, d'un secrétaire et de cinq officiels et dont le rôle consiste en la traduction en castillan des résolutions de la chancellerie impériale.
Ce Conseil est supprimé en 1757 par Marie-Thérèse d'Autriche, ce qui met fin à l'utilisation du castillan comme langue officielle des Pays-Bas méridionaux.
Liste des présidents du conseil suprême des Pays-Bas à Vienne :
- Emmanuel Tellez, Menenez et Castro, duc de Sylva-Tarouca[27] (en poste en 1755).

## Les États des Provinces
Les Pays-Bas sont composés de provinces, qui jouissent d'une large autonomie. Lors de l'intronisation d'un nouveau souverain, celui-ci est tenu de jurer l'observation de la Joyeuse Entrée de chaque province : il s'agit d'un contrat entre le souverain et la province qui confirme les libertés acquises.
Le pouvoir souverain des provinces est composé de trois états, l'état noble, l'état clérical et le tiers état.

### Leduché de Brabant
Les états de Brabant sont constitués des délégués des grandes abbayes, des grandes baronnies du duché et des députés des quatre chefs villes (souvent issus de familles nobles). Il n'y a pas, comme en France, une division de la société en trois états distincts. À la fin du XVIIIe siècle des auteurs comme l'irlandais Patrick Mac Neny ont essayé dans leurs écrits  d'utiliser une nomenclature en usage en France, mais il n'y a jamais eu de tiers-état en tant que division politique dans le Brabant.

#### Les abbayes
Les abbayes comprennent les prélats suivants, l'archevêque de Malines, en sa qualité d'abbé d'Afflighem, l'évêque d'Anvers, en qualité d'abbé de Saint-Bernard, l'abbé de Vlierbeck (ordre de Saint-Benoît), l'abbé de Villers (ordre de Cîteaux), l'abbé de Saint-Bernard, l'abbé de Saint-Michel, l'abbé de Grimberghen (ordre de Prémontré), l'abbé de Parc, l'abbé d'Heylissem, l'abbé d'Everboden, l'abbé de Tongerloo, l'abbé de Diligem, l'abbé de Sainte-Gertrude.

#### Les grandes baronnies
L'État noble comprend l'abbé de Gemblours, appelé comte de Gemblours et les autres nobles.
Liste des membres des députés des baronnies :
- le duc d'Arschot-d'Arenbergh [29], Chevalier de l'Ordre de la Toison d'or, grand-bailli du Hainaut ;
- le prince de Rubempré et d'Eversberg[29], Chevalier de l'Ordre de la Toison d'or, grand Veneur du Brabant; grand Écuyer de l'archiduchesse ;
- le baron de Spangen[29], député ordinaire ;
- le baron de Kiesegem[29], député ordinaire.

#### Les députés des quatre chefs villes
Le tiers-état est composé des députés de toutes les villes et bourgs du Brabant. Cependant le droit d'assister aux États est attaché aux quatre chef-villes, Louvain, Bruxelles, Anvers et Bois-le-Duc jusqu'à son transfert aux Provinces-Unies en 1629). Ces villes sont libres d'envoyer les députés qu'elles souhaitent. En pratique, Louvain et Anvers y envoient le premier bourgmestre et un conseiller-pensionnaire et Bruxelles le premier bourgmestre, le premier échevin et le conseiller pensionnaire.

#### Fonctionnement
Les prélats et les barons prennent les décisions au sein de leur État. Les députés des tiers-état doivent en rendre compte à leurs villes.
Les résolutions sont prises à l'unanimité des suffrages des trois ordres. Cependant l'État clergé et l'État noble ont toujours soin de lier leur résolution à condition que le tiers-état suive et pas autrement.
Les états de Brabant se réunissent ensemble deux fois par an, hors assemblées extraordinaires, et uniquement sur convocation du souverain.

#### La députation des états
La députation des États du Brabant est composée de deux prélats, de deux nobles renouvelés et confirmés tous les trois ans, d'un conseiller pensionnaire de Louvain, du premier bourgmestre et du conseiller pensionnaire de Bruxelles, du premier bourgmestre et d'un conseiller pensionnaire d'Anvers.
Le greffier des états qui est conseiller pensionnaire participe aux assemblées avec voix consultative.
Les États ont également un receveur principal dans chacune des villes de Louvain, de Bruxelles et d'Anvers, à qui les receveurs communaux des trois quartiers payent leurs impôts.

#### Le chancelier du Brabant
La fonction de chancelier du Brabant est une des plus importantes de la province.
La liste des chanceliers de Brabant, est la suivante :
- du 5 mai 1698 au 20 janvier 1725[note 3] : Guillaume-Albert de Gryspere, baron de Goyck et de Libersart, président du grand conseil,
- de 1725 au 1er juin 1739[note 4] : Honoré-Henri d'Eesbeecke dit Vanderhaghen, vicomte de Haghen, seigneur de Rivieren, d'Arschot, successivement conseiller au grand conseil, du conseil d'état et du conseil des Pays-Bas à Vienne
- du 24 décembre 1739 au 16 juin 1756[note 5] : Jean-Daniel-Antoine Schockaert, conseiller du conseil souverain de Brabant, du conseil privé
- 1746 : Philippe-Cleriarde du Chesne : pendant l'occupation française
- de 1756 à 25 février 1763[note 6] : Louis-François, comte de Robiano de Bruxelles, seigneur de Beissem, Bucken, Assent, Bonteghem et Bertinchamps, conseiller au conseil privé, conseiller régent au conseil suprême de Vienne.
- de 18 juillet 1763 au 5 mars 1769[note 7] : Gilles-François Streithagen, conseiller du conseil d'état, conseiller au conseil privé.
- du 26 mai 1769 au 19 décembre 1789 : Messire Joseph de Crumpipen[note 8], chevalier de l'ordre royal de Saint-Étienne, conseiller au conseil du Brabant, conseiller au conseil privé, conseiller au conseil d'état.
- 1794 : Gaspard Joseph-Ferdinand de Limpens.
- 1794 : Pierre Dominique-Antoine Jean van Velde

### La Province de Limbourg
La province de Limbourg comprend le duché de Limbourg le pays de Fauquemont, de Daelem et de Rolduc, désigne souvent sous le nom des trois pays d'Outre-Meuse.
L'officier royal est le gouverneur de la province.

### Les États de Luxembourg
La province de Luxembourg comprend le duché de Luxembourg et le comté de Chiny, incorporé depuis 1364.
Gouverneurs et capitaines-généraux de la province de Luxembourg :
- le comte Jean Frédéric d'Autel ;
- le Maréchal comte de Gronsfeldt.

Présidents du conseil provincial :
- Christophe Arnoult.

### Les États de Gueldres
Historiquement, le duché de Gueldres est divisé en quatre quartiers : le haut quartier (Ruremonde) est le seul qui appartient encore aux Pays-Bas en ce début de XVIIIe siècle, les trois autres quartiers sont la Betuwe (Nimègue), la Veluwe (Arnhem) et le Comté de Zutphen (Zutphen) font partie des Provinces-Unies depuis 1579.
La province de Gueldre des Pays-Bas autrichiens est donc composée de reliquats de territoires, avec pour capitale la ville de Ruremonde.
Les gouverneurs de la province de Gueldre
- Le comte de Hornes.

Les états sont composés uniquement des états nobles et des députés de la ville de Ruremonde, l'état clergé n'est pas représenté.
Le conseil de la province est composé d'un chancelier, de cinq conseillers ordinaires, de deux conseillers nobles ou coutumiers, d'un conseiller fiscal (le Mambour du roi), d'un secrétaire et d'un Greffier.
La chambre des comptes est incorporée à la chambre des comptes du Brabant (depuis 1681).
Les chanceliers du Conseil de Gueldre sont :
- Philippe-François de Varick[note 9], vicomte de Bruxelles ;
- François-Gaspar de Hempselrode de Starckenbourg, chancelier du 23 avril 1721 au 7 novembre 1722 ;
- Pierre de Lom, chancelier du 3 avril 1723 au 4 mai 1724 ;
- Herman Jacques Van den Bergh, chancelier du 15 novembre 1724 au 20 décembre 1727 ;
- Albert-Bernard de Lom, chancelier du 17 avril 1728 au 29 décembre 1736 ;
- Jean-Bernard de Sweyns, chancelier du 4 décembre 1737 en 1743 ;
- François-Joseph Baillet.

### Les États de Flandres
La province de Flandres est le premier comté des Pays-Bas. Elle est divisée en trois parties, la Flandre Flamande, où l'on parle la langue du Pays la Flandre française, où l'on parle françois et la Flandre Impériale qui a été longtemps dépendante de l'Empire. La première s'étend de la mer à la Lys, les villes principales sont Gand, Bruges, Ypres, l'Écluse, Ostende, Nieuport, Dunkerque, Furnes, Berg-saint-Vinox, Courtray, Oudernarde, Cassel, Gravelines. La seconde, dite aussi le pays conquis, a pour villes Lille, Douay, Tournay, Armentières, Orchies, etc. La Flandre Impériale, entre l'Escaut et la Dendre contient le comté d'Alost et les quatre offices qui sont Hulst, Axel, Bouchoute et Assenede.
Le conseil de Flandre est composé d'un président et de treize conseillers dont un fiscal et un procureur général.
La liste des présidents du conseil de Flandre pendant la période autrichienne est la suivante :
- en 1698 : le vicomte Pierre-Charles de Voogt ;
- en 1706 : Antoine Sersanders de Luna ;
- en 1722 : François-Aloys Vanden Meersche ;
- en 1739 : François-Charles de Warendonck ;
- en 1741 : le vicomte de Patyn ;
- Jean-François-Xavier Diericx, seigneur de Borst, Bambrugge et Soneghem ;
- en 1772 : Louis De Keerle ;
- Diericx chevalier, conseiller d'état.

Composition du conseil de Flandre en 1791 :
- Les conseillers : Van Colden, Donnogue, Vastenhaven, Masses, De Graeve, Marous d'Opbrakel (procureur général), Strabant, le baron de Pelichy, Piesers, Camberlyn, Pulinez, Blommaert; Mestdag, Ropson, Beyts.

Les États de Flandre sont divisés en trois membres. L'état clergé dont font partie les trois évêques de Gand, de Bruges et d'Ypres, les abbés de Saint-Pierre de Gand, d'Eenaeme, d'Oudenburg (ordre de Saint-Benoit), de Saint-Adrien de Grammont, de Saint-André près de Bruges, d'Eeckhoute et des Dunes à Bruges, de Baudeloo à Gand, des SS Corneille et Cyprien à Ninove, des Tronchiennes près de Gand, le prieur de Waerschoot, avec les prévôts, doyens et chapitres de Saint-Bavon à Gand et de Saint-Donas à Bruges, les églises collégiales de Notre-Dame à Bruges, Sainte-Pharalide à Gand, Saint-Sauveur à Haetlebeke, Notre-Dame à Courtrai, Notre-Dame à Termonde, Saint-Martin à Alost, Saint-Sauveur à Bruges, Saint-Hermes à Renaix et de Saint-Pierre à Tourhout, outre les abbayes et chapitres du quartier d'Ipres. L'état noble est composé du prince d'Espinoy, vicomte de Gand, connétable et guidon de Flandre, du comte de Cruyckenbourg, seigneur de Vichte, maréchal et porte-épée de Flandre, des quatre Pairs (ou Beers) de la province, à savoir, le Prince de Ligne, comme seigneur de Cisoing, le comte de Lichtervelde, comme seigneur de Heyne, le comte de Wonshem, comme baron de Boulers et le Baron de Rouvroi, comme baron de Pamele, avec les autres nobles titrés de la province. Le tiers état est représenté par les bourguemaîtres et députés des villes de Gand & de Bruge, par ceux du Bancs de Bruges et par ceux de Courtrai et d'Audenaerde avec leurs châtellenies, le vieux bourg de Gand, les deux villes et pays d'Alost, le pays de Waes, la ville et pays de Termonde, Grammont et Ninove, les métiers d'Assenede, Brelo et Bauchoutte, Renaix, Dixmude, Nieuport, IStende, Tourhout et le pays de bornhem, non compris les députés du quartier d'Ypres.
Les députés du clergé sont les abbés d'Eeneme, d'Oudenbourg, de Saint-Adrien, de Grammont, de Saint-André à Bruges, des Dunes, de Baudeloo, de Ninove, de Tronchiennes, d'Eeckhoute, de Waerschoot.

### Les États du Hainaut
L'officier souverain du Comté de Hainaut est le gouverneur, capitaine général et grand bailli :
- Le comte du Rœulx ;
- Ferdinand-Gaston-Lamoral de Croy.

Les états du Hainaut sont composés des trois ordres, appelés les chambres du clergé, de la noblesse et du tiers-état.
La chambre du clergé a été réduite pendant la période française des traités des Pyrénées (1659) et de Nimègue (1678). Dix-sept membres la composent encore, les abbés de Saint-Ghislain, de Saint-Denis, de Cambron, de Bonne-Espérance, de Saint-Feuillien et de Notre-Dame-du-Val, les députés des chapitres de Soignies, de Leuze, de Binche et de Chimay et sept doyens ruraux.
La chambre de la noblesse comprend des nobles dont l'admission est réglementée par différents décrets.
La chambre du tiers-état est composée de quarante-deux magistrats assesseurs et conseillers de la ville de Mons ainsi que de deux députés de treize villes de la province.
La députation des états du Hainaut est composée de deux représentants des chambres du clergé et de la noblesse et de six membres du tiers-état.

### Le Comté de Namur
Le Comté de Namur est un territoire entouré du Brabant, du Hainaut et des terres du Pays de Liège. Ses principales villes sont Namur, Charleroi, Charlemont, Mariembourg, Bouvigne et Walcourt. Il est divisé en sept bailliages, de Namur, Wasseige, Feix, Fleurus, Bouvigne, Sanson et Poilvache.
Comtes de Namur pendant la période autrichienne :
- l'électeur Maximilien-Emmanuel de Bavière : du 17 mai 1712 jusqu'en 1714 (renoncement au titre) ;
- l'empereur Charles VI du 8 octobre 1717[note 10].

Cette province est régie par un gouverneur, d'un lieutenant et d'un conseiller pensionnaire.
Gouverneurs ou Grands baillis de la province pendant la période autrichienne :
- Adrien Gérard, comte de Lannoy de Clairveaux, conseiller au conseil d'état, de 1714 au 22 décembre 1730 ;
- Conrad Albert Charles, duc d'Ursel, baron d'Hoboken, comte de Grobbendonck, de 1731 au 3 mai 1738 ;
- Charles Emmanuel Joseph, prince de Gavre, marquis d'Aiseau, Chambellan, du 30 août 1739 jusqu'en 1773 ;
- François Rasse, prince de Gavre, succède à son père ;
- Philippe François Spinola, comte de Bruay (?).

Les états de Namur sont constitués des trois ordres. L'état clergé comprend l'évêque de Namur, les abbés de Walsort (ordre de Saint-Benoît), de Grands-Prés, de Moulins, du Jardinet, de Bonesse (ordre de Citeaux), de Floreffe (ordre de Prémontré) et de Géronsart (ordre de Aint-Augustin) et des prévots des chapitres de Walcourt et de Sclayn. L'état noble, dont le gouverneur en est le chef, comprend entre autres le capitaine et le bailli du château Samson, le prévot de Poilvache, le châtelain et bailli de Montaigle, le maire de Fex, le bailli de Vieuvillet et de Fleurus, le bailli de Wasseige et le bailli de Bouvignes. Le tiers-état est composé du magistrat de la ville de Namur, qui consiste en un mayeur, sept échevins (deux nobles, deux gradués en droit et trois notables bourgeois), un bourgmestre appelé premier élu, un greffier et un lieutenant-mayeur, et du second élu, du greffier élu, de quatre jurés de la ville et le mayeur du métier des fèves.
Chaque état dispose de deux députés qui, conjointement avec le gouverneur de la Province exécutent les résolutions des assemblées générales et sont chargés de la direction des affaires de l'administration.
Liste des présidents du conseil provincial pendant la période autrichienne :
- Nicolas-Philippe de Wespin ;
- Nicolas Cuvelier, jusqu'en 1717 ;
- François-Joseph de Lambillon, mort en 1746 ;
- Thomas Maloteau de 1747 (nommé par Louis XV puis déposé par la reine de Hongrie) ;
- Juste de Bervoet, de Furnes, conseiller du grand conseil à Malines le 15 octobre 1749 ;
- Thomas Maloteau ;
- Jacques de Stassart, depuis 1765 à la révolution brabançonne.

### La Province de Malines
Cette petite province est très ancienne. La seigneurie de Malines a été confirmée en 910 par Charles-le-Chauve. Elle se compose de la ville de Malines, de cinq villages à clochers et de dix hameaux ainsi que des villages de Heist et de Gestel.
La liste des présidents du Grand conseil des Pays-Bas à Malines pendant la période autrichienne sont :
- Hyacinthe-Marie de Brouchoven : président de 1699 au 28 septembre 1707 ;
- Jacques Stalins : président du 12 décembre 1707 au 22 juillet 1714 ;
- Christophe-Ernest, 1er comte de Baillet (1668-1732) : président le 26 août 1716 ;
- Pierre van Volden, baron de Poederlé : président de 1726 au 9 juin 1738 ;
- Eugène-Joseph d'Olmen, seigneur de la Courtaubois, baron de Poederlé : président du 13 mai 1739 ;
- Guillaume-Ignace Pyke, chevalier et seigneur d'Ideghem : président le 20 mai 1757 ;
- Goswin de Fierlant, Président le 9 février 1774 ;
- Jacques-Antoine Leclerc, président en 1793.

### Les États de Tournai et du Tournaisis
Ces États sont composés de deux corps, à savoir les magistrats qui constituent les consaux, et États de la ville de Tournai et les ecclésiastiques et baillis qui composent les États du Tournaisis.
Les États de Tournai sont composés d'un député de l'évêque de Tournai, du doyen de la cathédrale, d'un député du chapitre des abbés de Saint-Martin et de Saint-Mard, des baillis des terres de Mortagne, Rumes, Pecq, Warcoing et Epierres.

## Les villes et communes des Pays-Bas

### La commune de Louvain
Louvain est la première chef-ville du Brabant.
L'officier royal auprès du magistrat est le mayeur.
Le magistrat est composé du premier bourgmestre issu des lignages (uyt de geslachten), de sept échevins, d'un bourgmestre des nations, de dix conseillers tirés des lignages et de neuf conseillers, doyens des métiers.
Liste des bourguemaîtres :
- Pierre de Herkenrode[39].

### La commune de Bruxelles
Trois membres constituent la commune : le collège du magistrat, le large conseil et les neuf nations.
Le collège du magistrat est composé :
- de l'amman et du lieutenant amman, deux officiers nommés par le gouverneur ;
- du premier bourgmestre, de sept échevins et de deux trésoriers, nommés par le gouverneur à partir d'une liste de vingt et une personne sélectionnés par les sept Lignages de Bruxelles ;
- d'un sous-bourgmestre, de deux receveurs et de six conseillants ou raetsmans, choisis par le bourgmestre et les échevins sur base d'une liste de quarante-neuf candidats (depuis le règlement additionnel de 1700) représentant chacun un métier des neuf nations de Bruxelles.

Le conseil large est composé :
- de douze membres des lignages ayant occupés certaines fonctions ;
- de douze membres des nations ayant également occupés des fonctions au sein du conseil interne.

Les neuf nations sont constituées des doyens et jurés en exercice des quarante-neuf métiers.

### La commune d'Anvers
Anvers est la troisième chef-ville du Brabant.
Les officiers royaux auprès du magistrat sont l’écoutète et l’amman.
Gouverneur du château :
- marquis Louis de Borgia de Tarazena, gouverneur d'Anvers ;
- marquis de Rubi, gouverneur du château d'Anvers.

Le magistrat  est composé d'un premier bourgmestre (bourgemaître du dehors), d'un second bourgmestre (bouguemaître du dehors), de dix-sept échevins, d'un premier trésorier, d'un second trésorier et d'un receveur
Liste des Bourgmestres :
- Jean-Baptiste Del Campo (1707-1710), vicomte de la Camara[41] (1716) ;
- Pascal-Jean-Augustin Vande Cruyce[39].

Liste des conseillers-pensionnaires :
- Guillaume Vanden Broeck[39].

### La commune de Malines
Le magistrat de Malines est composé de deux communemaîtres, de douze échevins, de deux maîtres de police, de deux trésoriers et d'un receveur. L'officier royal auprès du magistrat est l’écoutète.
En 1559, le pape Paul IV y établit un archevêché, avec le titre de Primat des Pays-Bas.
Les archevêchés pendant la période autrichienne sont :
- Humbert-Guillaume de Précipiano, archevêque de Malines du 8 mai 1690 au 17 juin 1711 ;
- Thomas-Philippe d'Alsace, archevêque de Malines du 19 janvier 1716 au 5 janvier 1759 ;
- le comte Jean-Henri de Frankenberg.

### La commune de Ruremonde
À Ruremonde, de sept échevins, parmi lesquels un bourguemaître est choisi, de deux conseillers de ville (raedts verwanten).
Liste des évêques de Ruremonde :
- Reginald Cools, évêque de 1700 au 12 juin 1700 ;
- Ange d'Oignies, comte d'Estrées, évêque du 27 décembre 1701 au 9 avril 1722 ;
- Louis-François Sanguessa, évêque du 9 avril 1722 au 11 août 1741 ;
- Joseph-Anselme-François Werbrouck, évêque 1er janvier 1744 au 12 mars 1746 ;
- Jean-Antoine de Robiano, évêque du 13 juin 1746 au 28 juin 1769 ;
- Henri-Jean Kerens, évêque du 22 mai 1770 au 3 mai 1774 ;
- Philippe-Damien, marquis de Hoensbroeck, évêque du 30 octobre 1775 au 17 avril 1793.

### La ville de Namur
Namur est une des villes cédées aux Provinces-Unies dans le cadre du traité de la barrière (1713). Elle est cédée en 1714 par le comte Maffey, général des troupes bavaroises qui occupe la ville au nom de l'électeur aux troupes des Provinces-Unies. Cependant la souveraineté et le gouvernement civil et politique sont attribués à la maison d'Autriche.
L'officier royal auprès du magistrat est le mayeur. Sa tâche est perpétuelle.
Liste des mayeurs de Namur pendant la période autrichienne :
- Pierre-Benoît, vicomte de Sandrouin de Villers-sur-Lesse, nommé grand mayeur de Namur en 1768[42].

Le magistrat est constitué de sept échevins (trois nobles, deux avocats et deux bourgeois), d'un bourguemaître (ou premier élu), d'un greffier et de quatre jurés.
Liste des évêques de Namur pendant la période autrichienne :
- du 21 janvier 1698 au 24 août 1725 : Ferdinand-Paul-Ernest-Maximilien, comte de Berlo de Brus ;
- du 24 août 1725 au 2 septembre 1727 : Sedes vacat ;
- du 2 septembre 1727 au 14 janvier 1740 : Thomas-Jean-François, comte de Strickland de Sizerghe ;
- du 14 janvier 1740 au 16 avril 1741 : Sedes vacat ;
- du 16 avril 1741 au 19 janvier 1771 : Paul-Godefroi de Berlo de Frandouaire ;
- du 19 janvier 1771 au 27 juillet 1772 : Sedes vacat ;
- du 27 juillet 1772 au 31 octobre 1779 : le prince Ferdinand-Marie de Lobkowitz qui est nommé évêque de Gand en 1779 ;
- du 31 octobre 1779 au 13 juin 1780 : Sedes vacat ;
- du 13 juin 1780 au 18 octobre 1796 : Le comte Albert-Louis de Lichtervelde.

### La commune de Gand
le magistrat est constitué de treize échevins de la Keure, de treize échevins des parchons, d'un receveur, d'un trésorier et d'un receveur du droit d'issue.
Composition du magistrat de la ville de gand, renouvelé par les nobles et notables de la collation de la ville de Gand le 24 juillet 1790 :
- le grand-bailli : Philippe-Ferdinand, vicomte de Vilain XIIII ;
- les échevins de la keure : Emmanuel-Jean-Joseph comte Dellafaille, seigneur des deux Villes et métiers d'Assenede et d'Eecloo, Jacques-Joseph Papeians de Morchoven dit van der Strepen, seigneur d'Eertbrugge, Jérôme François van de Poele, Philippe de Neve, Gaspard Buyse, Alphonse Huyttens, Emmanuel François Helias d'Huddegem, François Bernard le Jeune, chevalier, seigneur d'Allergeershecque, Jean-Baptiste Goethals, Jacques Lammens, Baudouin Jacques vander Venner, Jean-Baptiste Hensbroeck, Jean de Coster.
- les conseillers Pensionnaires : De Wulf, Dierix, Rohaert ;
- sous-bailli : le comte de Heems, seigneur de Severen, Hoetseele, Puyghem, Poodhuyse, Laeken, Siedonis, Wyngaerde et ondergergen ;
- les échevins des parchons : Joseph Bernard van Saceghem, Gerard François Rodriguez d'Evora y Vega, Jean-Bernard de Guchteneere, Emmanuel comte de Lichtervelde, Charles Kertemans, Jean-Baptiste Albert van den Cruyse, Jean-Louis Sercippens, Jean Boulanger, Jean-Baptiste de Bremmacecker, Benoît Roosen, Jean Poelman, Jean Charles Speelman, Jean van der Meersch.

### Les autres communes
À Bruges, le magistrat est constitué d'un bourguemaître des échevins, de douze échevins, d'un bourguemaître de la commune, de douze conseillers ou conseillans, d'un trésorier principal et d'un trésorier rentier et de six chef-hommes (hooftmans). Les officiers royaux auprès du magistrat sont le grand-bailli et l’écoutère.
À Ypres, le magistrat est composé d'un avoué et huit échevins. Les officiers royaux auprès du magistrat sont le grand-bailli et l’écoutère.
À Termonde, le magistrat est composé d'un bourguemaître, de six échevins, d'un doyen de la halle et d'un receveur. L'officier royal auprès du magistrat est l’écoutète.
À Courtrai, d'un bourguemaître, de huit échevins et quatre gardolphes, ou échevins de la garde orpheline. L'officier royal auprès du magistrat est l’écoutère.
À Audenarde, d'un bourguemaître, de six échevins et six avoués ou gardolphes. Les officiers royaux auprès du magistrat sont le grand-bailli et l’écoutère.
À Tournai, d'un  prévot et de six jurés, d'un mayeur et de six échevins. L'officier royal auprès du magistrat est le grand-bailli.
À Mons, de dix échevins et de cinq assesseurs. L'officier royal auprès du magistrat est le maire.
À Ath, d'un bourguemaître et de six échevins. L'officier royal auprès du magistrat est le maire.
À Luxembourg, d'un justicier et de sept échevins.
À Arlon, d'un justicier, de sept échevins, d'un centenier et de quatre maîtres des métiers.
Charleroi est une ville forteresse. Elle est divisée en trois quartiers : la haute-ville, la basse-ville et l’entre-les-deux-villes. Le magistrat est constitué  de six échevins et d'un bourguemaître. L'officier royal auprès du magistrat est le bailli-mayeur.